# Gold State Coach
 (avril 2023).
Si vous disposez d'ouvrages ou d'articles de référence ou si vous connaissez des sites web de qualité traitant du thème abordé ici, merci de compléter l'article en donnant les références utiles à sa vérifiabilité et en les liant à la section « Notes et références ».

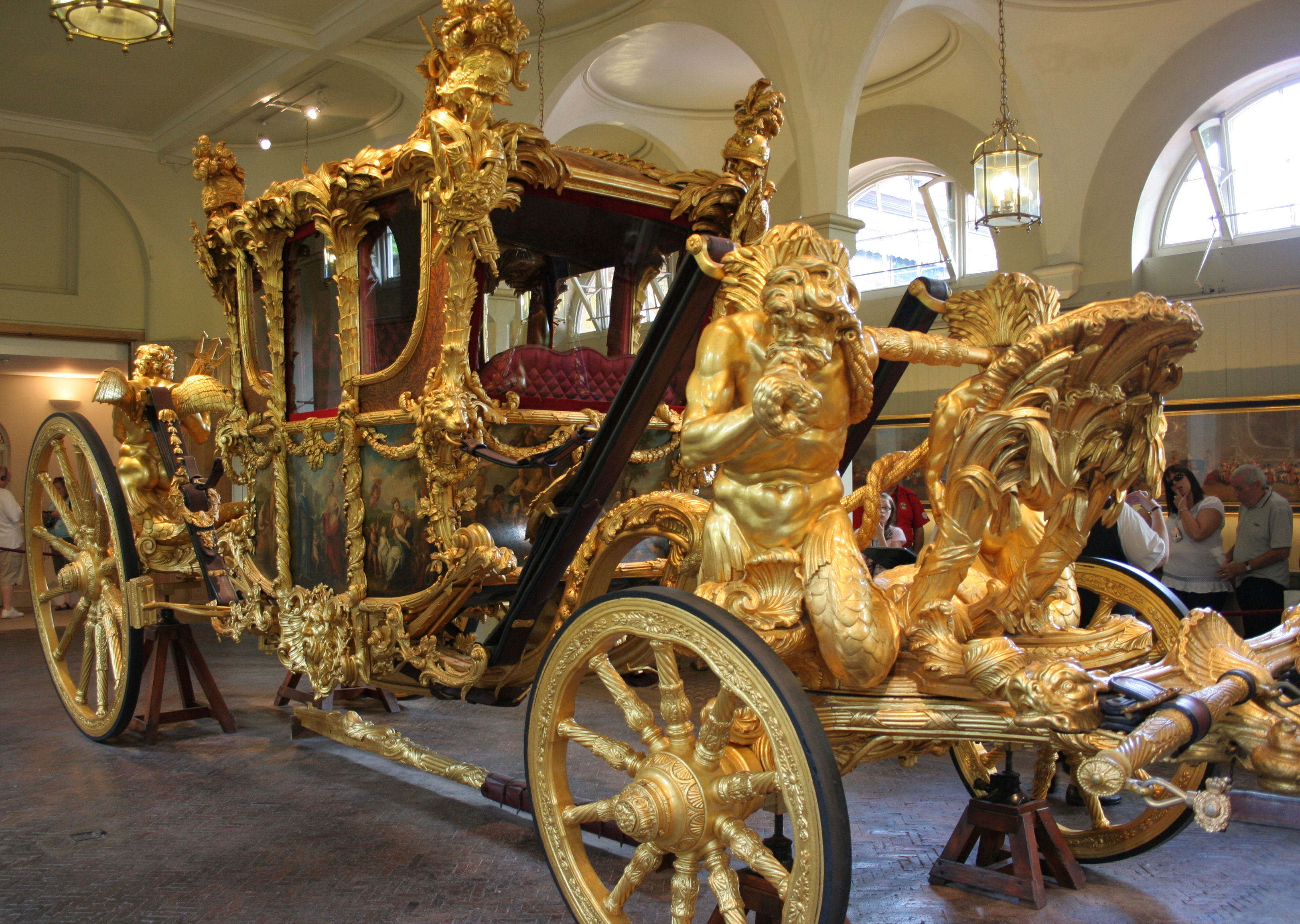
Le Gold State Coach.

Le Gold State Coach (Carrosse d'Or d'État) est un carrosse fermé tiré par huit chevaux utilisé par la famille royale britannique.

## Histoire
Commandé en 1760, il fut construit dans les ateliers de Samuel Butler à Londres. Il coûta 7,562 £ (1,08 million £ = 1.57 million US$ en 2014, ajusté selon l'inflation).
Ce carrosse a été utilisé dans le couronnement de tous les monarques britanniques depuis George IV. Néanmoins le grand âge du carrosse, son poids et son manque de maniabilité ont limité son utilisation à de grandes occasions comme les couronnements, les mariages royaux et les jubilés d'un monarque. Jusqu'à la Seconde Guerre mondiale, la carrosse était le transport usuel du monarque au et du Parlement pendant la cérémonie d'ouverture (State Opening).
Le carrosse se trouve aujourd'hui au Royal Mews du palais de Buckingham, accessible à la vue publique.

## Description

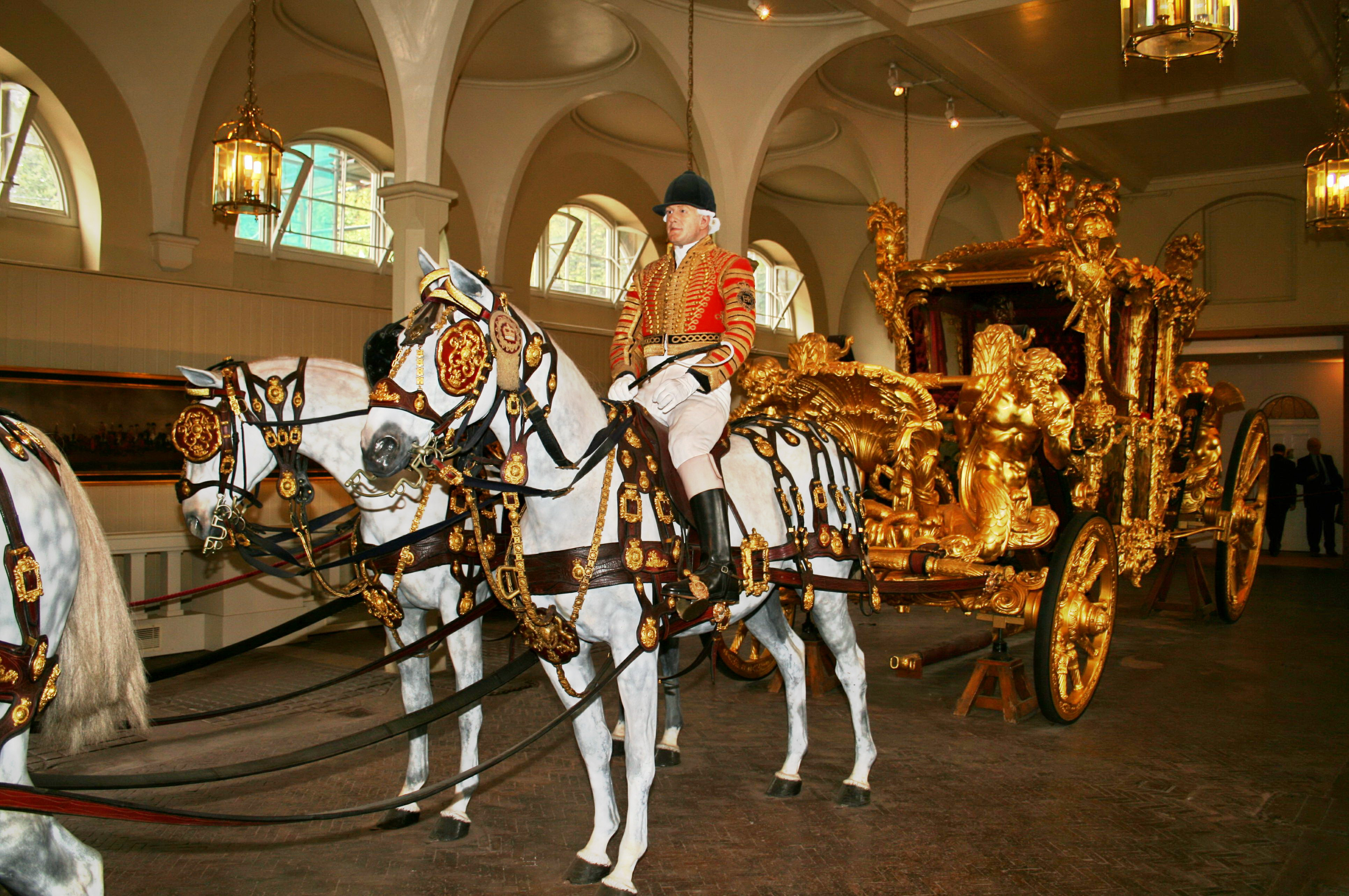
Étant le plus lourd des carrosses royaux, le Gold State Coach doit être tiré par huit chevaux pour avancer.

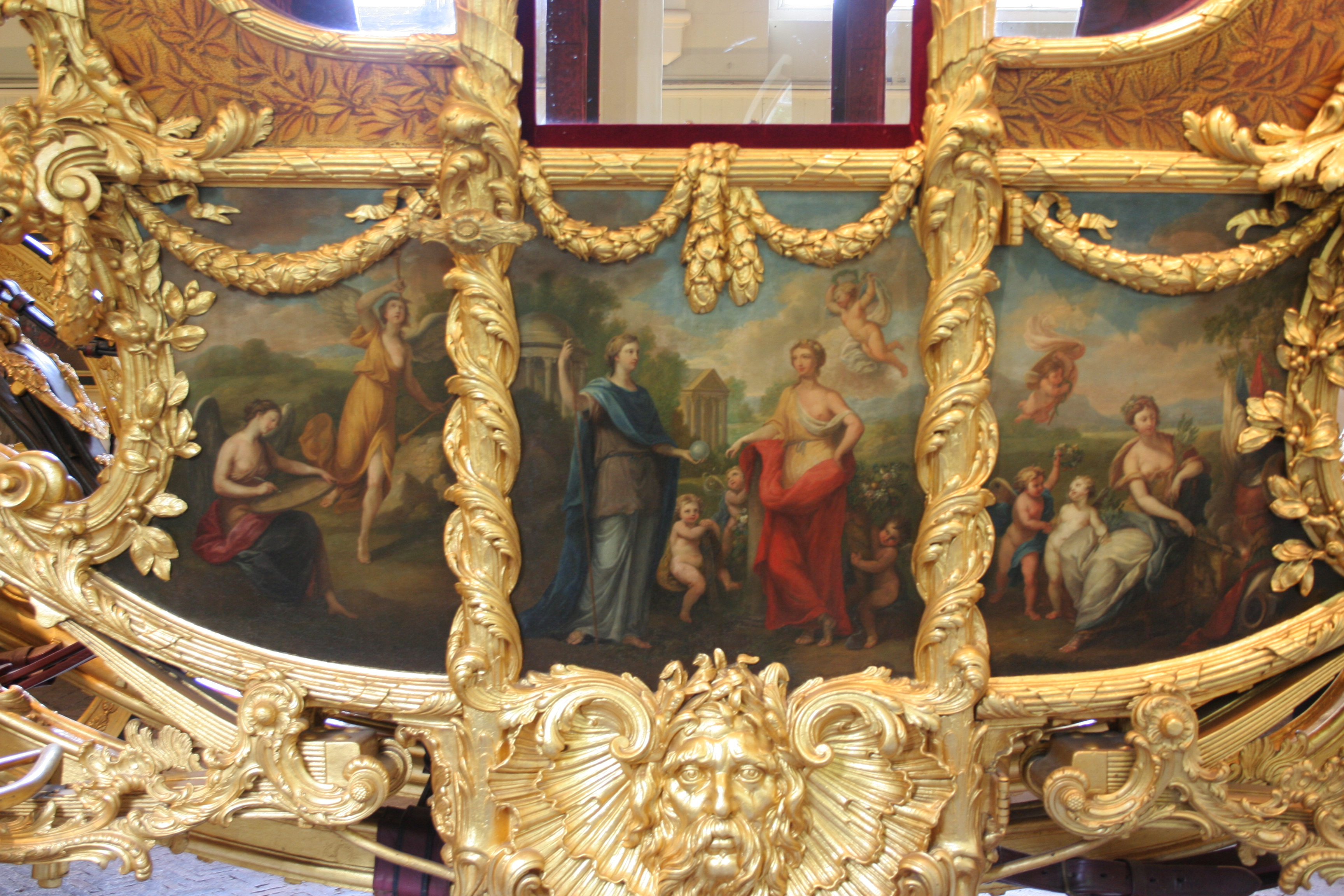
Un gros plan de l'œuvre de Giovanni Cipriani

Le carrosse pèse 4 tonnes et mesure 24 pieds (7,3152 m) de long et 12 pieds (3,6576 m) de haut. Il est doré à la feuille et comporte des panneaux peints par Giovanni Battista Cipriani ainsi que de riches sculptures dorées incluant trois chérubins sur le toit (représentant l'Angleterre, l'Irlande et l'Écosse) et quatre tritons, un à chaque coin (représentant le pouvoir impérial britannique). Le corps central du carrosse est suspendu par des bretelles recouvertes de cuir marocain et décoré de boucles dorées. L'intérieur est doublé de velours et de satin. Le Gold State Coach est tiré par une équipe de huit chevaux portant un harnais de cuir marocain rouge. Initialement conduits par un cocher, les huit chevaux sont maintenant montés par des postillons en quatre paires. Le carrosse est si lourd qu'il ne peut être tiré que par des chevaux au pas. L'entraîneur a des freins (dorés), utilisables par les palefreniers.
Le carrosse étant suspendu de bretelles, il manque de confort (plus) moderne. Les carrosses modernes tels que l'Australian State Coach (en) et le Diamond Jubilee State Coach (en) ont des vitres électriques, un chauffage et des stabilisateurs hydrauliques.
Selon les termes du roi Guillaume IV, un ancien officier de la marine, être transporté par le Gold State Coach était comme être à bord d'un navire « se jetant dans une mer agitée ». La reine Victoria se plaignait de « l'oscillation angoissante » de la cabine. Elle refusait souvent de se faire transporter dans le Gold State Coach. Un monarque plus tardif, le roi George VI, déclara que son voyage du palais à l'abbaye de Westminster pour son couronnement était « l'une des balades les plus inconfortables de [sa] vie ». La reine Élisabeth II, parlait de son trajet de couronnement dans le carrosse comme « horrible » et « pas très confortable ».
Le roi George VI fit réviser le carrosse après la Seconde Guerre mondiale pour remplacer par du caoutchouc le fer cerclant les roues. Cela permit du moins un certain confort aux passagers du véhicule.
Le Gold State Coach a été utilisé depuis le couronnement d'Élisabeth II. Elle l'a utilisé lors de ses jubilés d'argent et d'or (mais pas lors de son jubilé de diamant). Lors de son jubilé de platine, un hologramme de la reine salue la foule à l'intérieur du carrosse.
Le 6 mai 2023, il transporte le roi Charles III et la reine Camilla pour leur retour au palais de Buckingham à l'issue de leur couronnement.
Le carrosse est géré par 4 postillons, 9 valets d'écurie (dont l'un derrière le carrosse), 6 valets de pied et 4 yeomen of the Guard portant leurs longues pertuisanes. Huit des palefreniers marchent à côté des chevaux. Les valets plus habillés marchent à côté du corps central du carrosse. Les postillons doivent manipuler les chevaux quand les animaux sont indisciplinés, et ils portent des cannes tordues pour retenir les traces qui peuvent devenir lâches quand le carrosse prend un virage. Les cochers royaux sont traditionnellement rasés de près. Les chevaux sont toujours des Windsor Greys.